# Malad City
Malad City é uma cidade localizada no estado americano de Idaho, no Condado de Oneida.

## Demografia
Segundo o censo americano de 2000, a sua população era de 2158 habitantes.
Em 2006, foi estimada uma população de 2100, um decréscimo de 58 (-2.7%).

## Geografia
De acordo com o United States Census Bureau tem uma área de
4,3 km², dos quais 4,3 km² cobertos por terra e 0,0 km² cobertos por água.

## Localidades na vizinhança
O diagrama seguinte representa as localidades num raio de 32 km ao redor de Malad City.